# Vol SkyWest Airlines 1834
Le 15 janvier 1987, un Fairchild Metroliner SA226 effectuant le vol SkyWest Airlines 1834, un vol régional régulier parti de l'aéroport régional de Pocatello (en), dans l'Idaho, et à destination de l'aéroport international de Salt Lake City, a été impliqué dans une collision aérienne, au dessus de Kearns (en), dans l'Utah, avec un Mooney M20 privé, pendant la phase d'approche vers l'aéroport. Les deux pilotes et six passagers à bord du Metro II, ainsi les deux pilotes à bord du Mooney M20 ont tous péri dans l'accident.

## Accident
Le vol 1834 de SkyWest Airlines est en approche finale sur la piste 34 de l'aéroport international de Salt Lake City, tandis que le Mooney M20 a décollé de l'aéroport régional de South Valley (en), dans l'Utah, avec un instructeur de vol et son élève pilote à bord.

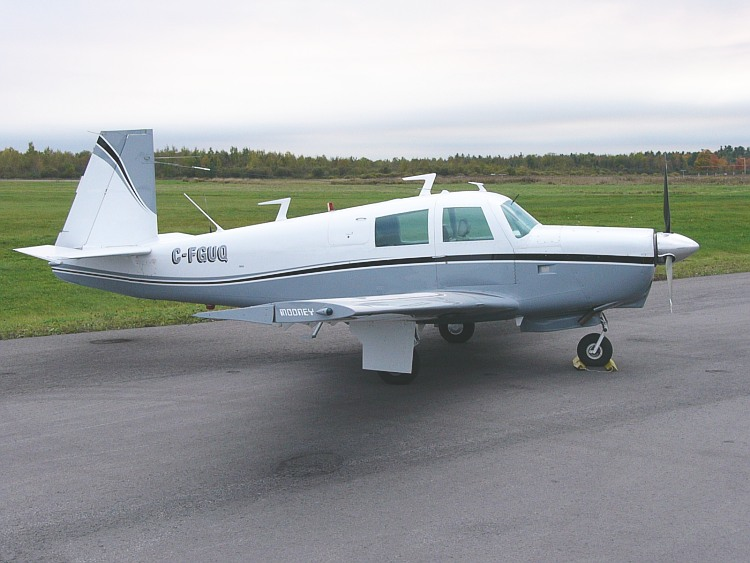
Un Mooney M20 semblable à celui impliqué dans l'accident.

Le contrôleur aérien qui surveille la zone n'a pas reconnu le danger lorsque les pilotes de Mooney sont entrés dans l'espace aérien réglementé de l'aéroport. Le contrôleur n'a pas remarqué le petit avion sur le radar et a ordonné aux pilotes de SkyWest de faire demi-tour pour s'aligner avec l'axe de la piste. 
Durant l'exécution du virage, l'appareil de la SkyWest est entré en collision avec l'avion privé. Les deux appareils se sont disloqués lors de l'impact et sont tombés au sol dans une zone résidentielle, avec les débris des deux épaves éparpillée sur plus de trois kilomètres.

## Enquête
L'enquête, menée par le NTSB, a finalement accusé le pilote instructeur du Mooney M20 d'avoir manqué de vigilance quant à la navigation de l'appareil, conduisant à l'intrusion de l'appareil dans l'espace aérien réglementé autour de l'aéroport. 
L'enquête a également critiqué l'absence de transpondeur Mode-C à bord du Mooney M20, qui aurait permit de connaître avec plus de précision son altitude, ainsi que les limites du contrôle aérien concernant les procédures à suivre pour éviter les collisions en vol.